# 호신술의 모든 것
《호신술의 모든 것》(영어: The Art of Self-Defense)은 2019년 개봉한 미국의 블랙 코미디 영화이다. 라일리 스턴즈가 감독과 각본을 맡았다. 2019 SXSW에서 전 세계 최초로 상영되었다.

## 출연

### 주연
- 제시 아이젠버그 : 케이시 역
- 알렉산드로 니볼라 : 센세이 역
- 이모겐 푸츠 : 애나 역

### 조연
- 스티브 테라다 : 토마스 역
- 필립 안드레 보텔로 : 케니스 역